# Район Аса-Кіта
34°23′07″ пн. ш. 132°27′19″ сх. д. / 34.38528° пн. ш. 132.45528° сх. д.

Райо́н А́са-Кіта́ (яп. 安佐北区, あさきたく, МФА: [asa kʲi̥ta ku̥], «Північноаський район») — район міста Хіросіма префектури Хіросіма в Японії. Станом на 1 жовтня 2007 площа району становила 353,35 км². Станом на 1 червня 2011 населення району становило 149 397 осіб.

## Символи району
Емблема Аса-Кіта — стилізоване зображення ієрогліфічного знаку 北 (кіта) — «північ», який представлений у формі чотирьох укритих лісом гір, що символізують місцевості Аса, Кабе, Койо та Сіракі. Гори розділені вертикальною смугою, котра уособлює річки. Емблема символізує північне положення району, його багату гірську природу і невичерпний потенціал.
Прапор Аса-Кіта — полотнище білого кольору, сторони якого співвідносяться як 2 до 3. В центрі полотнища розміщена емблема району зеленого кольору. Зелена і біла барви символізують «природу» і «мир».

## Загальні відомості
Район Аса-Кіта знаходиться у північно-східній частині Хіросіми. Його було сформовано у 1980 році на основі містечок Кабе, Койо й Аса повіту Аса та містечка Сіракі повіту Таката, у зв'язку з приєднанням їх до Хіросіми і набутям останньою статусу міста державного значення. Назва походить від історичного повіту Аса.
В Аса-Кіта переважає гористий рельєф, з багатими гірськими лісами та струмками. Найвищою точкою району є гора Сіракі, висотою 889,3 м. Також багато менших гір висотою до 700—600 м, які зв'язані між собою — Дотоко, Бідзенбо, Оніґасіро, Кабекан та інші. Районом протікають річки Нетані та Нісіно, які зливаються з річкою Ота і впадають у Внутрішнє Японське море.
Через Аса-Кіта пролягають міські та регіональні автостради, лінії електрички Кабе та Ґейбі залізничної компанії JR, державні автошляхи № 54, № 191 та № 261.
Аса-Кіта служить великим «спальним районом» Хіросіми. Тут розвинений приватний сектор, тому часто біля будинків і вздовж річок можна побачити заливні поля та городи. У районі розміщені також невеликі заводи та крамниці.
Аса-Кіта має багато парків і місць для відпочинку. Візитівкою району є Хіросімський зоопарк.